# Raiven
Sara Briški Cirman (Ljubljana, 26 april 1996), beter bekend onder haar artiestennaam Raiven, is een Sloveense zangeres.

## Biografie
Raiven raakte bekend in eigen land door in 2016 deel te nemen aan EMA, de Sloveense preselectie voor het Eurovisiesongfestival. Met het nummer Črno bel eindigde ze op de tweede plaats. Een jaar later waagde ze wederom haar kans. Met het nummer Zažarim legde ze ditmaal beslag op de derde plek. In 2019 nam ze voor een derde keer deel. Met Kaos eindigde ze wederom op de tweede plaats.
Na haar derde deelname aan EMA besloot ze zich toe te leggen op opera. Sedertdien speelde ze in meerdere musicals.
Eind 2023 werd ze door de Sloveense openbare omroep intern geselecteerd om haar vaderland te vertegenwoordigen op het Eurovisiesongfestival 2024 in het Zweedse Malmö. Daar bracht ze het nummer Veronika. Raiven werd negende in de eerste halve finale en drieëntwintigste in de finale. 
1993: 1X Band · 
1995: Darja Švajger · 
1996: Regina · 
1997: Tanja Ribič · 
1998: Vili Resnik · 
1999: Darja Švajger · 
2001: Nuša Derenda · 
2002: Sestre · 
2003: Karmen Stavec · 
2004: Platin · 
2005: Omar Naber · 
2006: Anžej Dežan · 
2007: Alenka Gotar · 
2008: Rebeka Dremelj · 
2009: Quartissimo feat. Martina · 
2010: Ansambel Žlindre & Kalamari · 
2011: Maja Keuc · 
2012: Eva Boto · 
2013: Hannah Mancini · 
2014: Tinkara Kovač · 
2015: Maraaya · 
2016: ManuElla · 
2017: Omar Naber · 
2018: Lea Sirk · 
2019: Zala Kralj & Gašper Šantl · 
2021: Ana Soklič · 
2022: LPS · 
2023: Joker Out · 
2024: Raiven · 
2025: Klemen